# Elisabeth Kübler-Ross – Dem Tod ins Gesicht sehen
Elisabeth Kübler-Ross – Dem Tod ins Gesicht sehen ist ein Dokumentarfilm aus dem Jahr 2003 von Stefan Haupt über die Sterbeforscherin Elisabeth Kübler-Ross.

## Inhalt
Der Film porträtiert die schweizerisch-US-amerikanische Psychiaterin und Sterbeforscherin Elisabeth Kübler-Ross, welche – von mehreren Schlaganfällen gezeichnet – zurückgezogen in der Wüste von Arizona lebt und auf den Tod wartet. Er dokumentiert das Leben der 1926 geborenen Schweizerin, die sich in den USA beruflich mit dem Sterben und dem Tod auseinandergesetzt hat und damit weltweit bekannt wurde. Im Film kommen nebst Mitarbeitern und Fachleuten auch die Drillingsschwestern von Kübler-Ross, Erika Faust-Kübler und Eva Bacher-Kübler zu Wort.

## Rezeption
Der Film wurde 2004 in der Kategorie „Bester Dokumentarfilm“ für den Schweizer Filmpreis nominiert. Mit knapp 68’000 Kinoeintritten allein in der Schweiz gehört er zu den 100 erfolgreichsten Schweizer Filmen der Jahre 1976 bis 2013.